# Фторид брома(III)
Фтори́д бро́ма(III) (трифтори́д бро́ма, трёхфто́ристый бром) BrF3 — соединение брома с фтором, представляющее собой при комнатной температуре подвижную бесцветную жидкость, иногда окрашенную желтовато-серым или соломенным цветом (за счёт разложения вещества с образованием бурого брома), дымящую на воздухе. Обладает сильным раздражающим запахом. В больших концентрациях ядовит.

## Строение

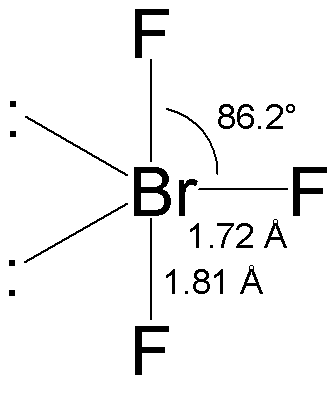
Строение молекулы BrF_{3}

Гибридизация атома брома в молекуле sp³d, а строение молекулы полностью аналогичное строению молекулы трифторида хлора, то есть Т-образное, с одной длинной связью и двумя более короткими.
Для трифторида брома также изучена кристаллическая решётка. Кристаллическая ячейча — орторомбическая. Параметры ячейки:
| Параметр | Значение |
| -------- | -------- |
| a        | 534 пм   |
| b        | 735 пм   |
| c        | 661 пм   |

Предположительно, в узлах кристаллической решётки находятся ионы [BrF2]+ и [BrF4]−.

## Физико-химические свойства
Дипольный момент молекулы составляет 1.19 Дебая.

### Термодинамические величины
| Свойство                                           | Значение          |
| -------------------------------------------------- | ----------------- |
| Стандартная энтальпия образования (в жидкой фазе)  | −300,8 кДж/моль   |
| Стандартная энтальпия образования (в газовой фазе) | −255,6 кДж/моль   |
| Энтропия образования (в жидкой фазе)               | 178,2 Дж/(моль·К) |
| Энтропия образования (в газовой фазе)              | 292,5 Дж/(моль·К) |
| Теплоёмкость (в жидкой фазе)                       | 124,6 Дж/(моль·К) |
| Теплоёмкость (в газовой фазе)                      | 66,6 Дж/(моль·К)  |
| Энтальпия плавления                                | 12,03 кДж/моль    |
| Энтальпия кипения                                  | 42,68 кДж/моль    |

### Растворимость
| Растворитель   | Значение                                              |
| -------------- | ----------------------------------------------------- |
| Жидкий бром    | Не смешивается                                        |
| Вода           | Реагирует                                             |
| Серная кислота | Растворим                                             |
| Фтороводород   | Неограничено смешиваются (при температуре выше 292К). |

Хорошо растворяет фториды некоторых металлов, например NaF, KF, AgF, SnF2, BaF2, SbF2.

## Химические свойства
- Воспламеняет многие органические соединения (в частности, бумагу и древесину).
- В жидком состоянии подвергается автоионизации по следующей схеме:

{\displaystyle {\mathsf {BrF_{3}\rightleftarrows BrF_{2}^{+}+BrF_{4}^{-}}}}
- Многие фториды металлов при растворении образуют двойные соединения, которые в большинстве своём устойчивы к нагреванию, и теряют BrF3 лишь при температурах выше 200 °C. Например при растворении в трифториде брома фторида калия выделяется следующее соединение:

{\displaystyle {\mathsf {KF+BrF_{3}\rightarrow KBrF_{4}}}}

## Получение
- Трифторид брома можно получить из простых веществ при комнатной температуре (20 °C)

{\displaystyle {\mathsf {Br_{2}+3F_{2}\rightarrow 2BrF_{3}}}}
- Также, трифторид брома является продуктом диспропорционирования монофторида брома. При этом также образуется свободный бром:

{\displaystyle {\mathsf {3BrF\rightarrow BrF_{3}+Br_{2}}}}

## Применение
BrF3 нашел достаточно большой спектр различных вариантов применения. Вот некоторые из них:
- Трифторид брома — очень хороший фторирующий агент. Он используется во всевозможных органических синтезах. Например, в реакции с сукциннитрилом (NCCH2CH2CN) образуется 1,1,1,4,4,4-гексафторбутан, который сложно получить, если использовать другие фторирующие агенты.[4]
- На основе системы литий/трифторид брома разрабатывается достаточно перспективный источник тока.[5]
- Также трифторид можно использовать для травления кристаллов кремния в газовой фазе, что может успешно применяться для производства различных полупроводниковых приборов.[6]
- Успешно применяется в ядерной промышленности для получения и разделения фторидов урана, а также является перспективным для переработки ядерного топлива:

{\displaystyle {\mathsf {2U+5BrF_{3}\rightarrow 2UF_{6}+3BrF+Br_{2}}}}
- Применяется в нефтегазодобывающей промышленности — рабочее вещество в химических резаках для аварийной обрезки и извлечения буровой колонны из скважин.

- Для некоторых синтезов, трифторид брома выступает одновременно в роли растворителя, фторирующего агента и окислителя. Например, реакция с трихлоридами металлов, в которой образуются соли фторпроизводных кислот:

{\displaystyle {\mathsf {MeCl_{3}+3KHF_{2}\rightarrow K_{3}MeF_{6}\downarrow +3HCl}}}

## Опасности
Трифторид брома является достаточно опасным веществом. Среди опасностей связанных с применением этого вещества можно выделить следующие::
- Вероятность взрыва от удара, трения или искры.
- Токсичен для вдыхания и попадания внутрь организма.
- Оставляет серьёзные плохозаживающие ожоги при попадании на кожу.